# Lino Martone
Lino Martone, nascido como Pascualino Martone Floradano (Caracas, 6 de Março de 1970) é um ator e cantor venezuelano com segunda nacionalidade italiana.
Lino tem inúmeros cursos dedicados à música; dança; cinema, expressão corporal; técnica de voz; composição e guitarra, isto em diversos países: Colômbia, Venezuela, México e Estados Unidos da América.

## Trajetória

### Telenovelas
- 1997: Yo amo a Paquita Gallego, como Esteban.
- 1997: Mi querida Isabel, como Aldo.
- 1998: La madre, como Miguel.
- 2000: La revancha, como Guillermo Arciniegas.
- 2001: Luzbel está de visita, como Christian Franco.
- 2010: El fantasma de Elena, como Ramiro Sánchez Quejada.
- 2011: Mi corazón insiste... en Lola Volcán, como Fulgencio López.
- 2011: Grachi , como Julio Vallas.
- 2012: Corazón valiente, como Diego Villarreal.
- 2013-2014: Marido en alquiler, como Elio Salinas, filho mais velho de Miguel Varoni ..

### Discografia
- 1990: Con un poco de amor [nuevos miembros: Álvaro, Ángel, Bernald, Carlos, Ezequiel, Freddy y Lino] Los Chamos , Velvet Music, Venezuela.
- 1997: El club de los tigritos, Venevisión Music, Venezuela.
- 1998: Mi querida Isabel) Emi Music México , Televisa, .
- 2000: Lino Martone), (Solista) Sony Music, Venezuela..
- 2007: Hotel Glam , Vale Music, España.
- 2008: Lino Martone (Estoy hablando de ella), (Solista) O’Clock Music, España.

### Série
- 2006: Señor de los Anillos), Latrevision Gest Music Barcelona.
- 2006-2007: Decisiones, como Everardo/Federico.
- 2007: Decisiones, Colombia , RTI .
- 2008: Decisiones,.
- 2009: Decisiones extremas .
- 2011: Grachi, como Julio Vallas.

### Teatro
2003 Aquellos días de Gogo / Producción Enrique Pineda. Personaje (Protagonista) País México

### Cinema
2000 Coraggio / Pronto Films Personaje (Participação especial) País Italia

### Outras participações
- 2014: Buscando mi ritmo.
- 2003: Hotel Glam
- 2004: Protagonistas de la fama VIP.

## Reality Show
1. Hotel Glamour - Telecinco Espanha - 2003
2. Protagonista de la Fama - RTI USA / Telemundo USA - 2004